# Захарије Трнавчевић
Захарије Трнавчевић (Шабац, 2. јануар 1926 — Београд, 13. јануар 2016) био је српски новинар и политичар.

## Каријера
Захарије Трнавчевић је започео новинарску каријеру у листу Задруга 1. децембра 1948. године.
Године 1964. почео је ради на Радио-телевизија Србије, где је убрзо затим почео да води и Дневник.
Водио је пољопривредну емисију „Знање имање“ на РТС-у која је касније прерасла у Знање на поклон која је емитована најпре на Телевизији Б92 а потом на Happy TV. Емисију је водио све до 21. новембра 2015. године, када се последњи пут обратио гледаоцима.
23. августа 2008. године, поводом 50. годишњице РТС-овог Дневника, учествовао је специјалном издању те емисије као читач временске прогнозе.
Осим новинарства, бавио се публицистиком и књижевношћу, као и политиком - као члан Демократске странке, био је народни посланик на листи ДОС-а и саветник министра пољопривреде, а као најстарији посланик председавао је у јануару 2001. године и првим сазивом Скупштине Србије након пада Милошевића. Демократску странку је напустио 2010. године.
На изборима за Скупштину Србије, маја 2012. године, био је изабран за народног посланика на листи "Преокрет" коју је предводила Либерално-демократска партија, те је, као најстарији посланик, председавао конститутивном седницом новог сазива парламента 31. маја.
Вратио се у Демократску странку, и учествовао на листи Демократске странке „Демократија на старој адреси“ на парламентарним изборима 2014. године.

## Награде
Захарије Трнавчевић је добитник више новинарских награда:
- награда „Светозар Марковић“,
- награда Савеза новинара Југославије „Моша Пијаде“,
- награда савеза новинара Југославије за животно дело,
- признања Привредни новинар године за 2007. годину.
- 2008: Награда Браћа Карић